# Rosetta Douglass

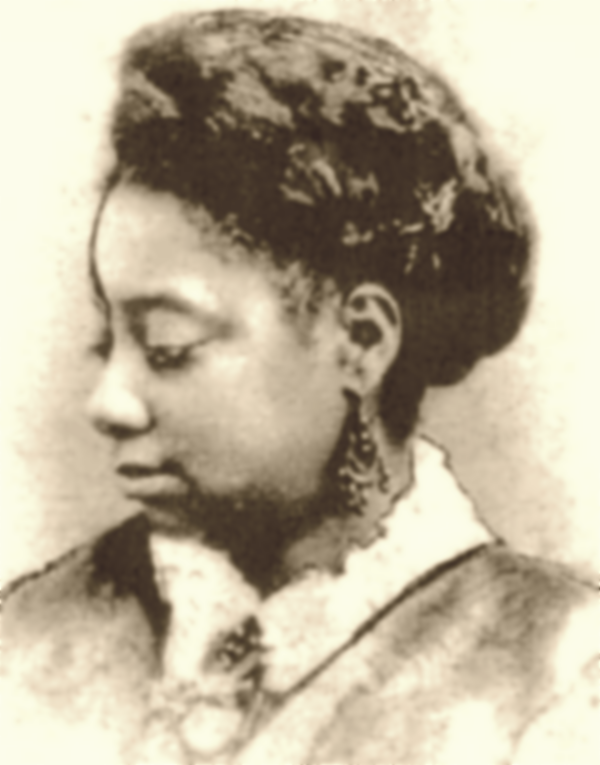
Rosetta Douglass, ca. 1880

Rosetta D. Sprague, in Daniel Wallace Culp: Twentieth Century Negro Literature: Or, A Cyclopedia of Thought on the Vital Topics Relating to the American Negro (1902), in dem sie porträtiert wurde und ihr Essay zu Afroamerikanern in den Vereinigten Staaten abgedruckt ist.

Rosetta Douglass Sprague (* 24. Juni 1839 in New Bedford, Massachusetts; † 25. November 1906 in Washington, D.C.) war eine US-amerikanische Lehrerin und Aktivistin. Sie war Mitinitiatorin einer der Organisationen, die später die National Association of Colored Women’s Clubs bildeten.

## Leben
Rosetta wurde 1839 als ältestes von fünf Kindern von Anna Murray-Douglass und Frederick Douglass geboren.
Als sie fünf Jahre alt war, zog die Familie nach Lynn, MA.  Als sie sechs Jahre alt war, wohnte sie bei Abigail und Lydia Mott aus Albany, NY. Abigail brachte ihr Lesen und Schreiben bei, und Lydia lehrte sie das Nähen. Im Alter von elf Jahren half sie ihrem Vater bei der Herstellung und Verpackung seiner Zeitung.
Im Jahr 1845 schloss die Schulbehörde von Rochester, NY, die öffentlichen Schulen für schwarze Schüler. Frederick Douglass schickte seine Tochter daher lieber auf eine Privatschule, als sie auf eine rein schwarze Schule zu schicken, die Rochester für schwarze Schüler einrichtete. 1848 wurde Douglass in das Seward Seminary in Rochester aufgenommen. Dort wurde sie von den weißen Studierenden getrennt, wogegen ihr Vater in seiner Zeitung schrieb. Nach einer Abstimmung unter ihren weißen Mitschülern wurde sie mit nur einer Gegenstimme auf Vorschlag des weißen, und auch abolitionistischen, Direktors von der Schule verwiesen. Sie besuchte die Vorbereitungsschule des  Oberlin College in Ohio und die Salem Normal School in Massachusetts.
Douglass wurde wie ihr Vater eine kritische Denkerin, kämpfte aber gegen die Anforderungen der Geschlechterrollen in ihrer Zeit. Sie war gegen die rassenübergreifende Ehe ihres Vaters nach dem Tod ihrer Mutter.
Am 24. Dezember 1863 heiratete sie Nathan Sprague. Ihr Ehemann war versklavt worden und hatte eine schlechte Schulbildung. Er hatte Mühe, Fuß zu fassen und eine Arbeit zu finden. Das Paar hatte sieben Kinder, darunter Fredericka Douglass Sprague Perry.
Douglass arbeitete zunächst als Lehrerin, später war sie Hausfrau. Im Jahr 1900 schrieb sie die Schrift My Mother as I Recall Her („Meine Mutter, wie ich sie in Erinnerung habe“) sowie die Schrift What Role is the Educated Negro Woman to Play in the Uplifting of Her Race? („Welche Rolle soll die gebildete Negerin zur Förderung ihrer Rasse spielen?“).
Sie schrieb sinngemäß: „Die schmerzhafte Kette und die erbarmungslose Peitsche waren die Instrumente, mit denen die Demütigung und Erniedrigung des Afrikaners erreicht wurde. Geiz war der dominierende Faktor im Charakter einer großen Anzahl weißer Männer Amerikas, der das Wohlergehen des Afrikaners so verderben konnte“. Sie schrieb auch: „Erlaubt dem Schwarzen zweihundertfünfzig Jahre wertneutralen Umgang, um die zweihundertfünfzig Jahre weißer Selbstsucht auszugleichen, und seid so eifrig bei seiner Regeneration, wie ihr es bei seiner Erniedrigung wart – dann beurteilt ihn.“
Douglass arbeitete mit ihrem Vater zusammen und hatte ein ausgeprägtes Gespür für Fragen der sozialen Gerechtigkeit. Sie riet ihrem Vater davon ab, die Präsidentschaft der Freedman's Savings Bank anzunehmen.
Sie starb 1906 in Washington, D.C. und wurde auf dem Mount Hope Cemetery in Rochester begraben.